# 橫頭磡
橫頭磡（英語：Wang Tau Hom）是位於香港九龍一個以住宅區為主的地方，位於黃大仙以西、廣播道及九龍仔以東、龍翔道以南，全區以橫頭磡邨為中心。橫頭磡在現今地區行政上屬於黃大仙區，但被聯合道分隔開的樂富公園，和被竹園道分隔開的五台山及廣播道住宅區則屬九龍城區。
隨著橫頭磡附近的樂富站啟用，以及房屋署在橫頭磡及樂富徙置區重建工程中，將宏康樓、宏逸樓、宏順樓、宏達樓、宏旭樓、宏樂樓等六座位處原橫頭磡徙置區範圍內的新建公屋樓宇改劃給重建後的樂富邨後，很多市民誤以為橫頭磡屬於樂富區的一部分，然而根據歷史，不單上述六座公屋樓宇範圍，就連樂富站和樂富廣場一帶都原屬橫頭磡區域的一部分，而橫頭磡的範圍原比樂富更大，只是從物業管理角度將橫頭磡南部撥歸樂富，即使現今政府地圖上也僅見「橫頭磡」作爲與九龍塘、黃大仙等地並列的地名，而不見「樂富」或「老虎岩」的字樣。但隨着歲月流逝，樂富已被大多市民認定為黃大仙區區內其中一個主要地區，範圍亦包括上述原屬橫頭磡的地方。而香港城市規劃中，由獅子山的山麓經橫頭磡至東頭範圍合為一個名為橫頭磡及東頭的規劃區。
橫頭磡徙置區前身為新九龍四號墳場(即曬魚石墳場)。
地名來源：有兩種說法，記得是一九八零年代，《東方日報》的「香港人須知」提到日佔時期，橫頭磡是日軍把市民斬首的刑場，故名；另外一種說法，根據網友吳獅皇在「住在橫頭磡邨（4）一反駁橫頭磡名字由來之說（2）［並解開橫頭磡名字的意思］的見解，橫頭磡的意思就是，壹隻橫頭躺臥的獅子山巖崖下面的地方。
橫頭磡居民以香港回歸前的勞動人口為主，不少人在回歸前致富而購買居屋，甚至私人屋苑。有別於觀塘新移民公屋區，橫頭磡地區的綜援領取比率較低。相傳橫頭磡原稱「橫頭砍」。

## 已結束的學校
- 信生小學（1座天台）
- 紫陽學校／伯特利小學（2座天台）
- 使徒信心學校（3座天台）
- 華惠小學（4座天台）
- 潮光小學（5座天台）
- 博智小學（5座地下）
- 基英小學（6座地下）
- 孔教學院三樂小學（7座地下，其後遷至大埔大元邨）
- 聖基學校（7座天台）
- 拔士小學（8座天台）
- 聖公會基心小學（8座地下，其後遷至鑽石山富山邨）
- 中道學校（9座天台）
- 香港紅卍字會九龍卍慈小學（又稱萬慈小學，9座地下）
- 信義會學校（10座天台）
- 道教萬德幼稚園暨小學（11座天台）
- 伯大尼學校／孔仲岐紀念學校／培德學校（12座天台）
- 慈孝學校／育英小學（13座天台）
- 康樂小學（14座天台）
- 眉山小學（16座天台）
- 聖博德彌撒中心托兒所幼稚園（17座天台）
- 天主教聖博德幼稚園（17座地下）
- 樂善堂橫頭磡小學（18座地下）
- 循道小學（19座地下）
- 飛鵬學校（20座天台）
- 基督佳音學校（21座天台）
- 美基小學（22座天台）
- 宣恩小學（23座天台）
- 錫安傳道會幼稚園（24座天台）
- 紫陽學校（26座天台）
- 五邑工商總會托兒所（26座地下）

## 主要建築
- 橫頭磡邨
- 嘉強苑
- 富強苑
- 德強苑

## 交通
- 道路：
  - 龍翔道、橫頭磡道（分為橫頭磡東、南、北、中道）、富美街、鳳舞街、竹園道